# The Wild Bunch: Story of a Sound System
The Wild Bunch: Story of a Sound System è una raccolta dei migliori pezzi registrati dal The Wild Bunch, prodotta e remixata da DJ Milo nel 2002.

## Tracce
1. Hands in the Air One Time – 0:23
2. Party Scene – 3:45
3. On the Radio – 2:50
4. Love Rap – 3:02
5. It's Yours – 1:25
6. Tearin' Down the Avenue – 0:35
7. Techno Scratch – 2:03
8. Jam on Revenge (The Wikki Wikki Song) – 2:31
9. Amurph Across the Surf – 3:26
10. Hip Hop Be Bop (Don't Stop) / Sucker DJ (Suckapella) – 2:16
11. We Rap More Mellow – 3:39
12. Dyin' to Be Dancin' – 3:06
13. Come Back Lover – 2:59
14. Rock Shock – 3:44
15. Inside Out – 2:56
16. I'm in Love – 3:08
17. Behind the Groove – 3:08
18. You Used to Hold Me So Tight – 3:31
19. Double Fresh – 1:20
20. The Music Got Me – 3:37
21. Who Needs Enemies With Friends Like You – 6:24
22. Dance Freak – 5:58
23. It's Serious – 1:33
24. Can You Feel It – 0:52
25. Dub Plate Fashion – 2:35